# 老城街道 (信阳市)
老城街道，是中华人民共和国河南省信阳市浉河区下辖的一个乡镇级行政单位。

## 行政区划
老城街道下辖以下地区：
义阳社区、三里店社区、东方红社区、浉河社区、鲍氏街社区、五一社区、胜利南路社区、建设社区、环宇社区、大桥社区、胜利社区、南关社区、中山社区、解放社区和滨河轩社区。